# 維爾揚迪城堡

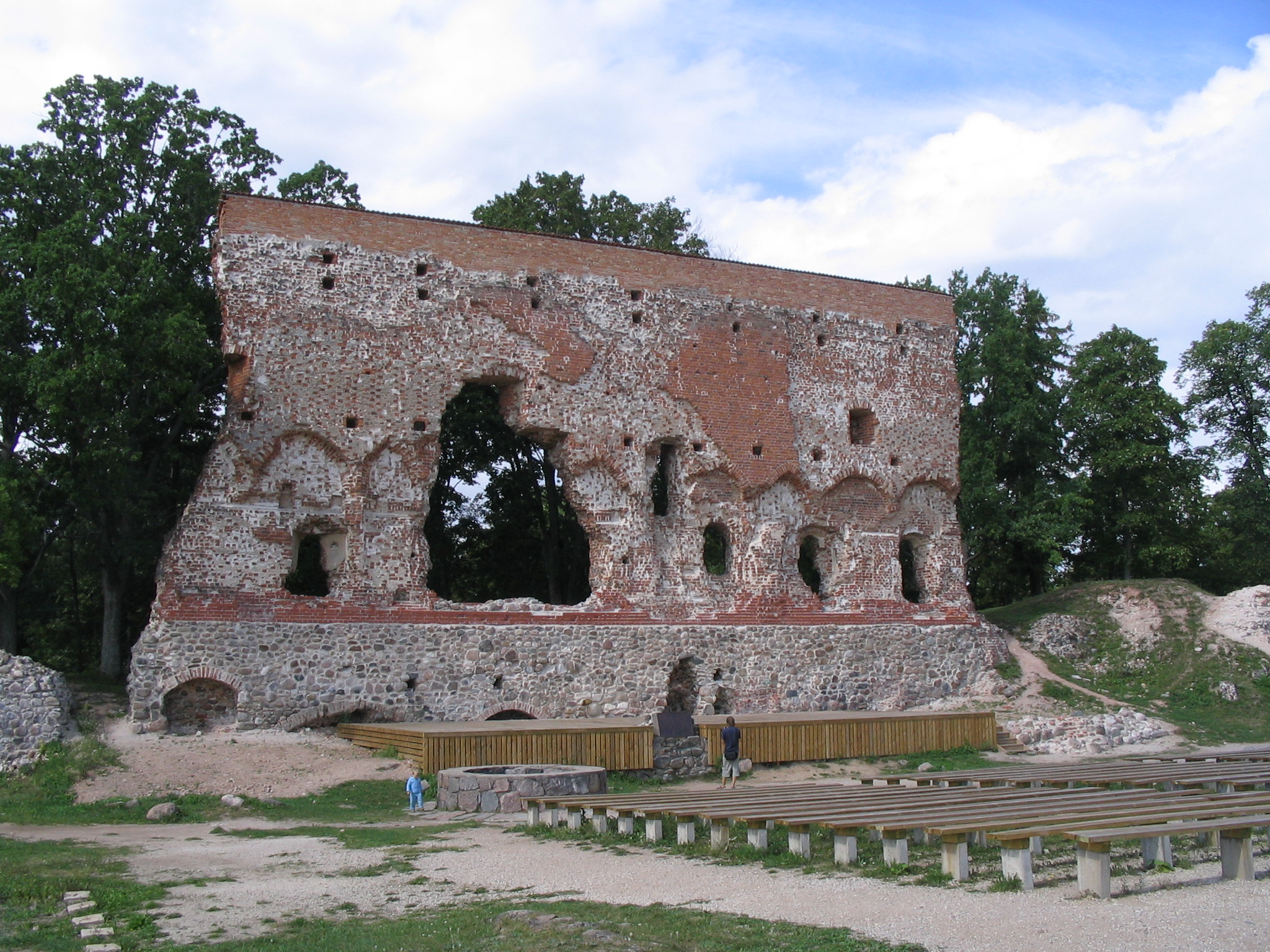

維爾揚迪城堡是愛沙尼亞維爾揚迪的一座修建於13世紀的城堡。這座城堡由立窩尼亞騎士團在1224年開始修建。17世紀時，城堡毀於波蘭-瑞典戰爭。城堡的遺跡仍然靠近維爾揚迪市中心。
58°21′33″N 25°35′42″E / 58.35917°N 25.59500°E